# Knooppunt Zonzeel
Het Knooppunt Zonzeel is een Nederlands verkeersknooppunt voor de aansluiting van de autosnelwegen A16 en A59, tussen Zevenbergen en Terheijden.
Dit knooppunt, geopend in 1987, is een voorbeeld van een trompetknooppunt. Door de aanleg van de HSL-Zuid en door de verbreding van de A16 is het knooppunt gereconstrueerd.

## Richtingen knooppunt
| Aansluitende wegen                                                           | Aansluitende wegen | Aansluitende wegen | Aansluitende wegen | Aansluitende wegen                                      |
| ---------------------------------------------------------------------------- | ------------------ | ------------------ | ------------------ | ------------------------------------------------------- |
| richting Dordrecht / Rotterdam richting Zevenbergen / Oude-Tonge / Zierikzee |                    |                    |                    | richting Oosterhout / Waalwijk / 's-Hertogenbosch / Oss |
|                                                                              |                    |                    |                    |                                                         |
|                                                                              |                    |                    |                    |                                                         |
|                                                                              |                    |                    |                    |                                                         |
|                                                                              |                    |                    |                    | richting Breda / Antwerpen (B)                          |